# Meistaraflokkur 1930
La Meistaraflokkur 1930 fu la 19ª edizione del campionato di calcio islandese e concluso con la vittoria del Valur al suo primo titolo.

## Formula
Il campionato tornò a disputarsi con la formula del girone all'italiana. Le squadre partecipanti furono cinque che si affrontarono in un turno di sola andata per un totale di quattro partite.

## Squadre partecipanti
| Club     | Città     | Posizione 1929     |
| -------- | --------- | ------------------ |
| Fram     | Reykjavík |                    |
| KR       | Reykjavík | Campione d'Islanda |
| Valur    | Reykjavík |                    |
| Víkingur | Reykjavík |                    |
| ÍBV      | Reykjavík |                    |

Tutti gli incontri si disputarono allo stadio Melavöllur, impianto situato nella capitale.

## Classifica finale
|                    | Pos. | Squadra  | Pt | G | V | N | P | GF | GS | DR  |
| ------------------ | ---- | -------- | -- | - | - | - | - | -- | -- | --- |
| Islanda (bandiera) | 1.   | Valur    | 8  | 4 | 4 | 0 | 0 | 18 | 2  | +16 |
|                    | 2.   | KR       | 6  | 4 | 3 | 0 | 1 | 14 | 4  | +10 |
|                    | 3.   | ÍBV      | 4  | 4 | 2 | 0 | 2 | 11 | 10 | +1  |
|                    | 4.   | Víkingur | 1  | 4 | 0 | 1 | 3 | 3  | 13 | -10 |
|                    | 5.   | Fram     | 1  | 4 | 0 | 1 | 3 | 2  | 19 | -17 |

Legenda:

      Campione di Islanda
Note:

Due punti a vittoria, uno a pareggio, zero a sconfitta.

### Verdetti
- Valur Campione d'Islanda 1930.